# Comment le brigadier fut tenté par le diable
Comment le brigadier fut tenté par le diable (How the Brigadier Was Tempted by the Devil en version originale), est une nouvelle d'Arthur Conan Doyle mettant en scène le Brigadier Gérard. Elle est parue pour la première fois dans la revue britannique Strand Magazine en septembre 1895, avant d'être reprise dans le recueil Les Exploits du Brigadier Gérard (The Exploits of Brigadier Gerard).
La nouvelle a été traduite en français par Géo Adam et publiée en avril 1898 en deux épisodes dans l'hebdomadaire La Lecture n°28 et n°29 sous le titre Comment le colonel fut tenté par le diable. Le recueil complet des Exploits du Colonel Gérard traduit par Géo Adam est paru aux éditions Félix Juven en 1905. La nouvelle a également été traduite par Bernard Tourville en 1957 pour l'édition intégrale des œuvres d'Arthur Conan Doyle éditée par Robert Laffont, sous le titre Comment le brigadier fut tenté par le diable.

## Résumé

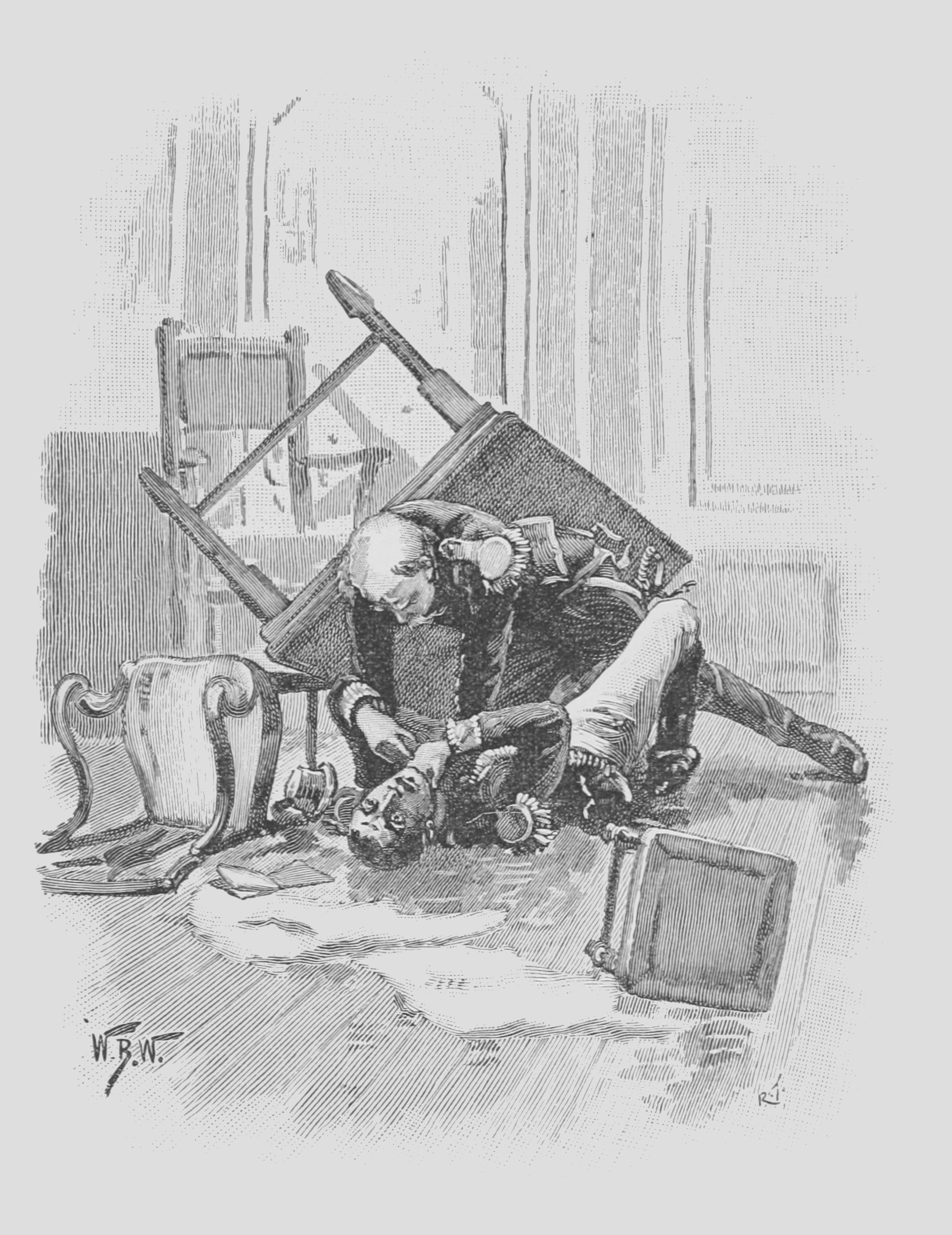
Tremeau étranglant Berthier. J'ai été tenté par le diable déclarera-t-il ensuite.

À la chute de l'Empire français en avril 1814, la royauté est rétablie et de nombreux fidèles de l'Empereur rejoignent le camp du roi de France.
Dans ce contexte, Étienne Gérard, le colonel Despienne et le capitaine Tremeau sont convoqués dans une salle à Fontainebleau par Louis-Alexandre Berthier, qui leur propose de livrer l'Empereur aux royalistes. Les trois hommes, qui restent totalement fidèles et dévoués à l'Empereur déchu, sont outrés par cette proposition et Tremeau tente d'étrangler Berthier.
Napoléon Ier surgit alors de derrière un rideau et s'affiche pleinement satisfait de la réaction des trois hommes, dont il a ainsi une preuve de la fidélité. L'Empereur leur confie une mission de haute importance : récupérer ses papiers personnels pour éviter que ceux-ci tombent entre de mauvaises mains. Ces papiers ont été confiés à la comtesse Walewska, amie fidèle de l'Empereur, qui devra les leur remettre le soir-même sur une route à la lisière de la forêt de Fontainebleau.
Le plan ne se passe pas comme prévu. Lorsque la comtesse Walewska rencontre les trois hommes, elle pense avoir affaire à des imposteurs, ayant déjà remis les précieux documents à trois autres hommes quelques minutes plus tôt. Gérard part alors au grand galop pour trouver l'Empereur et lui annoncer la nouvelle. Napoléon estime que les trois royalistes ont dû partir vers Paris pour porter les papiers à Talleyrand. Gérard, Despienne et Tremeau chevauchent vers la capitale française et parviennent à rattraper les fuyards.

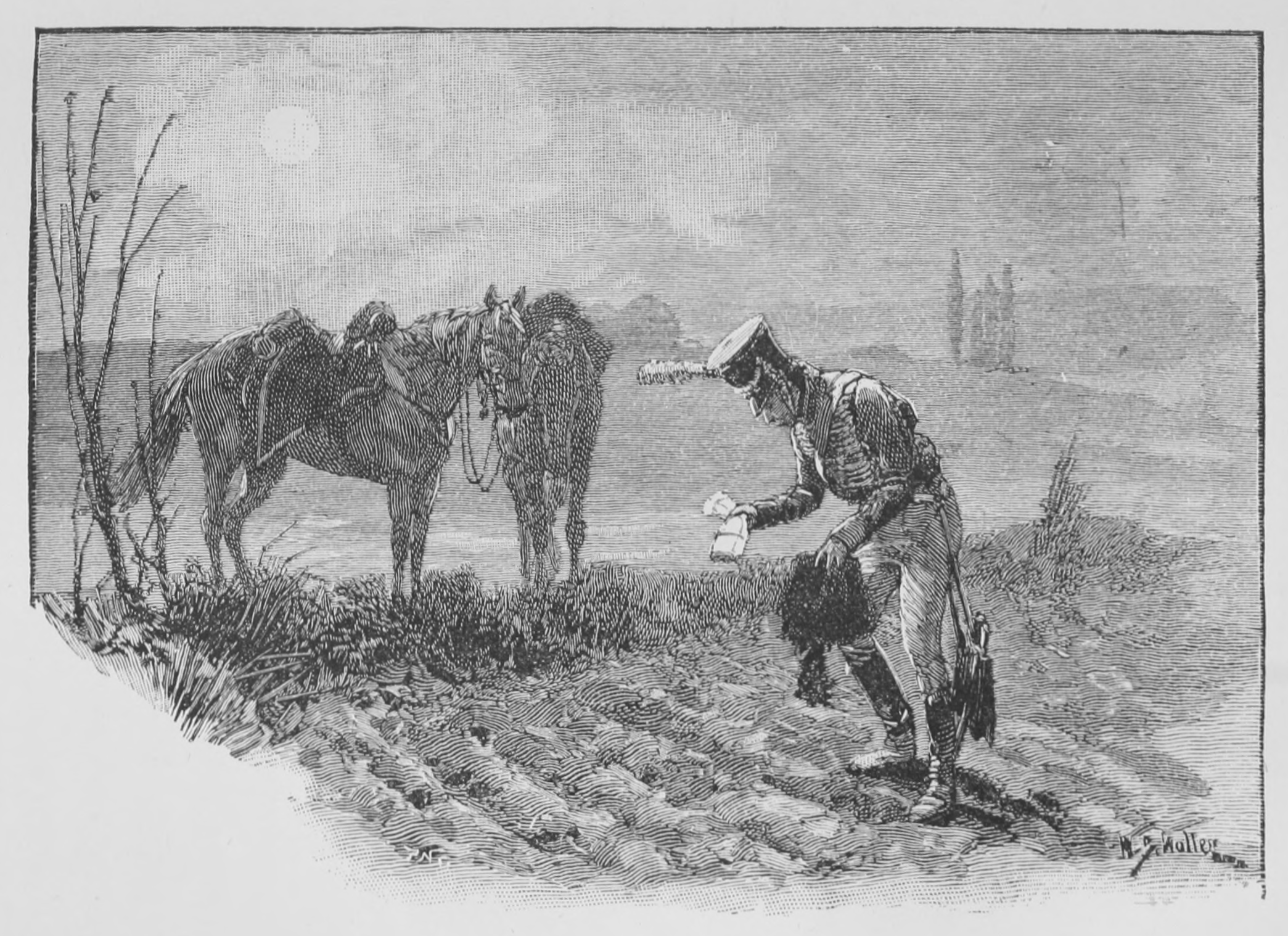
Étienne Gérard récupérant les papiers de l'Empereur dans le chapeau du colonel de Montluc.

Le combat est rude : Despienne, Tremeau et l'un des trois fuyards sont tués. Gérard poursuit quant à lui le chef des trois royalistes, le colonel de Montluc. Ce dernier finit par tirer sur la jument d'Étienne Gérard et ce dernier riposte en touchant mortellement son adversaire. Gérard fouille les habits de Montluc mais n'y trouve pas les papiers interceptés. Revenant sur ses pas, il les trouve finalement dans le chapeau du colonel que ce dernier a jeté sur le bas-côté.
L'Empereur arrive à son tour à cheval et rejoint Gérard qui lui rend les documents récupérés. Napoléon donne alors à Gérard une accolade qui emplit ce dernier de fierté et d'honneur. Les deux hommes partent enterrer les papiers dans la forêt de Fontainebleau ; avant de repartir, l'Empereur ordonne à Gérard de ne révéler l'endroit de la cachette à personne.
À la fin du récit, Étienne Gérard affirme que Napoléon, depuis l'île de Sainte-Hélène, a essayé de lui écrire à plusieurs reprises mais que ses lettres ont systématiquement été interceptées. Après la mort de l'Empereur, Étienne Gérard a déterré les documents et affirme que ceux-ci feront un jour reparler d'eux.